# Kaustobiolity
Kaustobiolity (z grec. kaustos - palny, bios - życie, lithos - skała) – palne skały pochodzenia organicznego (roślinnego) zaliczane do złóż egzogenicznych osadowych.
 Podstawowy podział kaustobiolitów: 
- Kaustobiolity stałe (torf, węgiel brunatny, węgiel kamienny, antracyt, łupki węglowe, węgle sapropelowe, łupki glonowe, inne specjalne typy węgli)
- kaustobiolity ciekłe (ropa naftowa, gaz ziemny).